# 31495 Sarahgalvin
31495 Sarahgalvin este un asteroid din centura principală de asteroizi.

## Descriere
31495 Sarahgalvin este un asteroid din centura principală de asteroizi. A fost descoperit pe 12 februarie 1999 la Socorro, New Mexico, în cadrul proiectului LINEAR. Asteroidul prezintă o orbită caracterizată de o semiaxă mare de 2,37 ua, o excentricitate de 0,12 și o înclinație de 2,3° în raport cu ecliptica.